# Sàtricum
Sàtricum (en llatí: Satricum) va ser una antiga ciutat del Latium a la frontera del territori dels volscs entre les muntanyes Albanes i la mar.
Aquesta situació la va fer protagonista durant les guerres entre els romans i els volscs. Es creu que era inicialment una ciutat llatina, ja que Diodor de Sicília l'esmenta entre les colònies d'Alba Longa, i Dionís d'Halicarnàs l'inclou entre les trenta ciutats de la Lliga Llatina. Els volscs l'ocupaven quan apareix a la història i pel que sembla depenia d'Antium. Els romans la van prendre juntament amb Corioli, Pollusca i altres ciutats. Coriolà la va recuperar temporalment pels volscs. L'any 386 aC era quarter general dels volscs durant la guerra entre aquest poble i Roma i finalment Marc Furi Camil la va ocupar i va rebre una colònia romana pocs anys després, el 381 aC. En aquell any els volscs i els praenestins la van assetjar i ocupar, i van executar tota la guarnició. Els volscs la va utilitzar per protegir-se després de dues derrotes davant el romans, la darrera, l'any 377 aC, va comportar que els llatins, que es consideraven traïts pels volscs incendiessin la ciutat.
L'any 348 aC la van reconstruir els habitants d'Àntium i hi van establir una colònia. Els romans sota Marc Valeri Corvus, la van reconquerir el 346 aC, i van fer presoners els 4000 volscs de la guarnició i van destruir la ciutat excepte el temple de Mater Matuta. No gaires anys després els romans dirigits per Gai Plauci Decià, van derrotar els antiates (els habitants d'Àntium) a la rodalia de Sàtricum. Va ser restaurada pels romans i va rebre una colònia, que sens dubta l'havien repoblat a l'inici de la Segona Guerra Samnita. L'any 320 aC, després del desastre de les Forques Caudines, es va revoltar contra Roma i a favor dels samnites. Els romans, sota el cònsol Luci Papiri Cursor Mugil·là la van recuperar i la van castigar, i la guarnició samnita va morir executada, segons diu Titus Livi.
Va entrar en decadència i el seu nom desapareix de la història. El temple de Mater Matuta és esmentat durant la Segona Guerra Púnica per un prodigi que hi va tenir lloc. Al segle i la ciutat ja s'havia despoblat i Plini el Vell l'esmenta entre les ciutats dels Latium desaparegudes.
Segons es pot deduir dels textos de Titus Livi, estava situada entre Antium i Velitrae i s'ha identificat probablement amb el llogaret anomenat avui dia Casale di Conca on queden unes restes antigues.